# Hitmixes
Hitmixes là đĩa mở rộng (EP) thứ hai của nữ ca sĩ người Mỹ Lady Gaga, ra mắt vào ngày 25 tháng 8 năm 2009. EP này gồm những bài hát nằm trong album phòng thu trước đó của cô mang tên The Fame (2008), được phát hành duy nhất tại Canada, thông qua hãng đĩa Universal Music Canada. Hitmixes tổng hợp những bản remix của nhiều nhạc sĩ khác nhau, trong đó có RedOne và Space Cowboy, là những nghệ sĩ đã từng hợp tác với Gaga trong các album trước đó. Các bài hát trong EP được cho là mang âm hưởng từ âm nhạc thời thập niên 1980 và từ dòng nhạc house. Hitmixes nhận được những lời đánh giá tích cực từ tờ báo Calgary Herald và tạp chí Blare Magazine và từng đạt được vị trí thứ 8 trên bảng xếp hạng Canadian Albums Chart. Đây là thứ hạng cao nhất mà nó từng giành được trên bảng xếp hạng âm nhạc này.

## Bối cảnh và sáng tác
Vào ngày 19 tháng 8 năm 2008, Gaga chính thức cho ra mắt album phòng thu đầu tay của cô mang tên The Fame. Album bao gồm năm đĩa đơn, lần lượt là "Just Dance", "Poker Face", "Eh, Eh (Nothing Else I Can Say)", "LoveGame" và "Paparazzi". Vì "Eh, Eh (Nothing Else I Can Say)" không được phát hành tại các nước ở khu vực Bắc Mỹ, nên nó đã không được remix rồi đưa vào Hitmixes này. Bốn đĩa đơn còn lại đều lọt vào top 3 trên bảng xếp hạng Canadian Hot 100, nên Gaga quyết định đưa những phiên bản remix của chúng vào trong EP. Bài hát có chung tiêu đề với album, "The Fame", cũng đã được remix và cho vào EP. Nhà sản xuất thân thiết với Gaga, RedOne, đã remix "Just Dance", trong khi các nhà sản xuất thu âm khác như Robots to Mars, Chew Fu, Space Cowboy, Moto Blanco và Guéna LG tham gia phối lại các ca khúc còn lại. Hitmixes chính thức ra mắt công chúng dưới dạng CD vào ngày 25 tháng 8 năm 2009 độc nhất tại Canada thông qua hãng đĩa Universal Music Canada. Bản remix "Paparazzi" của Moto Blanco và bản remix "The Fame" của Glam as You mang những âm hưởng từ âm nhạc thời những năm 1980, trong khi bản remix "LoveGame" của Chew Fu và "Poker Face" của Space Cowboy lại mang những đặc điểm của dòng nhạc house hòa quyện với thể loại trance và những tiếng đàn synthesizer. Nam ca sĩ nhạc rock Marilyn Manson và nam rapper Kardinal Offishall là hai nghệ sĩ đã góp giọng trong hai bài hát thuộc EP.

## Tiếp nhận từ giới phê bình
Vì chỉ được phát hành tại Canada, Hitmixes không được các nhà phê bình âm nhạc chuyên nghiệp chú ý. Tờ nhật báo Calgary Herald nhận xét rằng một vài ca khúc trong EP được "remix lại một cách sắc sảo và điêu tàn". Dan Rankin từ tạp chí Blare Magazine tặng cho EP 3,5 trên 5 sao, cho rằng Hitmixes đã thể hiện "nhiều mức độ của sự thành công". Rankin đặc biệt tán dương giọng hát của Kardinal Offishall trong bản remix "Just Dance" của RedOne và quyết định chọn nó cùng với bản remix "LoveGame" của Chew Fu là những ca khúc xuất sắc nhất của EP. Hitmixes ra mắt tại vị trí thứ 8 trên bảng xếp hạng Canadian Hot 100 vào số xuất bản ngày 12 tháng 9 năm 2009 và là vị thứ cao nhất mà EP từng đạt được trên bảng xếp hạng này. Vào tuần kế tiếp, EP tụt xuống vị trí 16, rồi giành được vị trí thứ 22 vào tuần cuối cùng nó góp mặt trên bảng xếp hạng.

## Danh sách bài hát
Hitmixes
| STT              | Nhan đề                                                           | Sáng tác                       | Sản xuất         | Thời lượng |
| ---------------- | ----------------------------------------------------------------- | ------------------------------ | ---------------- | ---------- |
| 1.               | "LoveGame (Chew Fu Ghettohouse Fix)" (hợp tác với Marilyn Manson) | Lady Gaga RedOne               | Chew Fu          | 5:20       |
| 2.               | "Poker Face (Space Cowboy phối lại)"                              | Lady Gaga RedOne               | Space Cowboy     | 4:53       |
| 3.               | "Just Dance (RedOne phối lại)" (hợp tác với Kardinal Offishall)   | Lady Gaga RedOne Aliaune Thiam | RedOne           | 4:18       |
| 4.               | "Paparazzi (Moto Blanco phối lại)"                                | Lady Gaga Rob Fusari           | Moto Blanco      | 4:06       |
| 5.               | "The Fame (Glam as You phối lại)"                                 | Lady Gaga Martin Kierszenbaum  | Guéna LG         | 3:57       |
| 6.               | "Just Dance (Robots to Mars Mix)"                                 | Lady Gaga RedOne Thiam         | Robots to Mars   | 4:37       |
| 7.               | "LoveGame (Robots to Mars Remix)"                                 | Lady Gaga RedOne               | Robots to Mars   | 3:12       |
| Tổng thời lượng: | Tổng thời lượng:                                                  | Tổng thời lượng:               | Tổng thời lượng: | 30:23      |

## Đội ngũ thực hiện
Đội ngũ thực hiện Hitmixes được điều chỉnh trên website AllMusic:
- Akon – viết lời (ca khúc)
- Jon Cohen – chơi organ
- Rob Fusari – viết lời
- D. Harrison – lập trình âm thanh, sản xuất, phối lại
- Vincent Herbert – giám đốc sản xuất, A&R
- Martin Kierszenbaum – viết lời, phối lại, A&R
- Lady Gaga – viết lời
- Moto Blanco – lập trình âm thanh, sản xuất, phối lại
- Robert Orton – phối nhạc
- Simon Paul – chỉ đạo nghệ thuật
- RedOne – viết lời
- A. Smith – lập trình âm thanh, sản xuất, phối lại
- Tony Ugval: hoàn chỉnh âm thanh

## Xếp hạng
| Bảng xếp hạng (2009) | Vị trí cao nhất |
| -------------------- | --------------- |
| Canada (Billboard)   | 8               |